# Aleuritopteris gongshanensis
Aleuritopteris gongshanensis är en kantbräkenväxtart som beskrevs av G.M. Zhang. Aleuritopteris gongshanensis ingår i släktet Aleuritopteris och familjen Pteridaceae. Inga underarter finns listade.